# Elettariopsis curtisii
Elettariopsis curtisii är en enhjärtbladig växtart som beskrevs av John Gilbert Baker. Elettariopsis curtisii ingår i släktet Elettariopsis och familjen Zingiberaceae. Inga underarter finns listade i Catalogue of Life.